# Mait Riisman
Mait Riisman (ur. 23 września 1956 w Tallinnie, zm. 17 maja 2018 w Moskwie) – estoński piłkarz wodny. W barwach ZSRR złoty medalista olimpijski z Moskwy.
Zawody w 1980 były jego jedynymi igrzyskami olimpijskimi. W skład reprezentacji ZSRR został włączony w 1978. Występował w klubach moskiewskich, zdobył z nimi cztery tytuły mistrza ZSRR. Po zakończeniu kariery sportowej pracował jako trener w Rosji – także z reprezentacją tego kraju – i we Francji. Został pochowany w Tallinnie